# Hemierianthus ocreatus
Hemierianthus ocreatus is een rechtvleugelig insect uit de familie Chorotypidae. De wetenschappelijke naam van deze soort is voor het eerst geldig gepubliceerd in 1904 door Rehn.